# Liste de films produits par Touchstone Pictures
Touchstone Pictures était une filiale de Walt Disney Company qui a produit entre 1984 et 2019, des films destinés à un public plus âgé que les films traditionnels du label Disney. Splash est le premier long-métrage du studio, sorti en 1984.
Touchstone produira par la suite des films devenus « culte » comme Good Morning Vietnam, Qui veut la peau de Roger Rabbit, Cocktail, Le Cercle des poètes disparus, Pretty Woman, Sister Act, Volte-face, Armageddon, Ennemi d'État, Just Married (ou presque), À tombeau ouvert, Pearl Harbor…
À la fin des années 2000, Touchstone collabora avec DreamWorks, la société de Steven Spielberg en produisant une trentaine de films, jusqu'en 2016, avec le dernier film Une vie entre deux océans, à la suite du rachat de DreamWorks par Universal. La société ferme définitivement au cours de l'année 2019.

## Liste des films par décennies

### Années 1980
| Année | Titre français                          | Titre original                  | Réalisateur                                      |
| ----- | --------------------------------------- | ------------------------------- | ------------------------------------------------ |
| 1984  | Splash                                  |                                 | Ron Howard                                       |
| 1984  | Les Moissons de la colère               | Country                         | William D. Wittliff                              |
| 1985  | Baby : Le Secret de la légende oubliée  | Baby: Secret of the Lost Legend | Bill L. Norton                                   |
| 1985  | Les Aventuriers de la 4e dimension      | My Science Project              | Jonathan R. Betuel                               |
| 1986  | Le Clochard de Beverly Hills            | Down and Out in Beverly Hills   | Paul Mazursky                                    |
| 1986  | Le flic était presque parfait           | Off Beat                        | Michael Dinner                                   |
| 1986  | Y a-t-il quelqu'un pour tuer ma femme ? | Ruthless People                 | Jerry Zucker Jim Abrahams David Zucker           |
| 1986  | Coup double                             | Tough Guys                      | Jeff Kanew                                       |
| 1986  | La Couleur de l'argent                  | The Color of Money              | Martin Scorsese                                  |
| 1987  | Une chance pas croyable                 | Outrageous Fortune              | Arthur Hiller                                    |
| 1987  | Les Filous                              | Tin Men                         | Barry Levinson                                   |
| 1987  | Ernest et les joyeuses colonies         | Ernest Goes to Camp             | John R. Cherry III                               |
| 1987  | Nuit de folie                           | Adventures in Babysitting       | Chris Columbus                                   |
| 1987  | Étroite Surveillance                    | Stakeout                        | John Badham                                      |
| 1987  | L'amour ne s'achète pas                 | Can't Buy Me Love               | Steve Rash                                       |
| 1987  | La Joyeuse Revenante                    | Hello Again                     | Frank Perry                                      |
| 1987  | Trois Hommes et un bébé                 | Three Men and a Baby            | Leonard Nimoy                                    |
| 1987  | Good Morning, Vietnam                   |                                 | Barry Levinson                                   |
| 1988  | Randonnée pour un tueur                 | Shoot to Kill                   | Roger Spottiswoode                               |
| 1988  | Mort à l'arrivée                        | D.O.A.                          | Rocky Morton Annabel Jankel                      |
| 1988  | Quand les jumelles s'emmêlent           | Big Business                    | Jim Abrahams                                     |
| 1988  | Qui veut la peau de Roger Rabbit        | Who Framed Roger Rabbit         | Robert Zemeckis                                  |
| 1988  | Cocktail                                |                                 | Roger Donaldson                                  |
| 1988  | Opération Phénix                        | The Rescue                      | Ferdinand Fairfax                                |
| 1988  | Heartbreak Hotel                        |                                 | Chris Columbus                                   |
| 1988  | Le Prix de la passion                   | The Good Mother                 | Leonard Nimoy                                    |
| 1988  | Le père Noël est en prison              | Ernest Saves Christmas          | John R. Cherry III                               |
| 1988  | Au fil de la vie                        | Beaches                         | Garry Marshall                                   |
| 1989  | Les Trois Fugitifs                      | Three Fugitive                  | Francis Veber                                    |
| 1989  | New York Stories                        |                                 | Woody Allen Francis Ford Coppola Martin Scorsese |
| 1989  | Désorganisation de malfaiteurs          | Disorganized Crime              | Jim Kouf                                         |
| 1989  | Le Cercle des poètes disparus           | Dead Poets Society              | Peter Weir                                       |
| 1989  | Turner et Hooch                         | Turner & Hooch                  | Roger Spottiswoode                               |
| 1989  | Délit d'innocence                       | An Innocent Man                 | Peter Yates                                      |
| 1989  | Gross Anatomy                           |                                 | Thom Eberhardt                                   |
| 1989  | Blaze                                   |                                 | Ron Shelton                                      |

### Années 1990
| Année | Titre français                                | Titre original                                             | Réalisateur          |
| ----- | --------------------------------------------- | ---------------------------------------------------------- | -------------------- |
| 1990  | Stella                                        |                                                            | John Erman           |
| 1990  | Tout pour réussir                             | Where the Heart Is                                         | John Boorman         |
| 1990  | Pretty Woman                                  |                                                            | Garry Marshall       |
| 1990  | Ernest est dupe                               | Ernest Goes to Jail                                        | John R. Cherry III   |
| 1990  | Les Martiens !                                | Spaced Invaders                                            | Patrick Read Johnson |
| 1990  | Fire Birds                                    |                                                            | David Green (en)     |
| 1990  | Dick Tracy                                    |                                                            | Warren Beatty        |
| 1990  | Le mariage de Betsy                           | Betsy's Wedding                                            | Alan Alda            |
| 1990  | Monsieur Destinée                             | Mr. Destiny                                                | James Orr            |
| 1990  | Tels pères, telle fille                       | Three Men and a Little Lady                                | Emile Ardolino       |
| 1990  | Green Card                                    |                                                            | Peter Weir           |
| 1991  | Scènes de ménage dans un centre commercial    | Scenes from a Mail                                         | Paul Mazursky        |
| 1991  | L'embrouille est dans le sac                  | Oscar                                                      | John Landis          |
| 1991  | Quoi de neuf, Bob ?                           | What About Bob?                                            | Frank Oz             |
| 1991  | Les Aventures de Rocketeer                    | The Rocketeer                                              | Joe Johnston         |
| 1991  | Le Docteur                                    | The Doctor                                                 | Randa Haines         |
| 1991  | Double identité                               | True Identity                                              | Charles Lane         |
| 1991  | Paradise                                      |                                                            | Mary Agnes Donoghue  |
| 1991  | Trahie                                        | Deceived                                                   | Damian Harris        |
| 1991  | Ernest à la chasse aux monstres               | Ernest Scared Stupid                                       | John R. Cherry III   |
| 1991  | Billy Bathgate                                |                                                            | Robert Benton        |
| 1991  | Le Père de la mariée                          | Father of the Bride                                        | Charles Shyer        |
| 1992  | Bruits de coulisses                           | Noises Off                                                 | Peter Bogdanovich    |
| 1992  | Sister Act                                    |                                                            | Emile Ardolino       |
| 1992  | Ninja Kids                                    | 3 Ninjas                                                   | Jon Turteltaub       |
| 1992  | Un flingue pour Betty Lou                     | The Gun in Betty Lou's Handbag                             | Allan Moyle          |
| 1992  | Crossing the Bridge                           |                                                            | Mike Binder          |
| 1992  | Captain Ron                                   |                                                            | Thom Eberhardt       |
| 1993  | Les Survivants                                | Alive                                                      | Frank Marshall       |
| 1993  | Les Veuves joyeuses                           | The Cemetery Club                                          | Bill Duke            |
| 1993  | L'Été indien                                  | Indian Summer                                              | Mike Binder          |
| 1993  | Graine de star                                | Life with Mikey                                            | James Lapine         |
| 1993  | Tina                                          | What's Love Got to Do with It                              | Brian Gibson         |
| 1993  | Indiscrétion assurée                          | Another Stakeout                                           | John Badham          |
| 1993  | My Boyfriend's Back                           |                                                            | Bob Balaban          |
| 1993  | Le programme                                  | The Program                                                | David S. Ward        |
| 1993  | L'Étrange Noël de monsieur Jack               | The Nightmare Before Christmas                             | Henry Selick         |
| 1993  | Sister Act, acte 2                            | Sister Act 2: Back in the Habit                            | Bill Duke            |
| 1994  | Cabin Boy                                     |                                                            | Adam Resnick         |
| 1994  | My Father, ce héros                           | My Father the Hero                                         | Steve Miner          |
| 1994  | Tel est pris qui croyait prendre              | The Ref                                                    | Ted Demme            |
| 1994  | The Inkwell                                   |                                                            | Matty Rich           |
| 1994  | Pour l'amour d'une femme                      | When a Man Loves a Woman                                   | Luis Mandoki         |
| 1994  | Opération Shakespeare                         | Renaissance Man                                            | Penny Marshall       |
| 1994  | Les Complices                                 | I Love Trouble                                             | Charles Shyer        |
| 1994  | It's Pat                                      |                                                            | Adam Bernstein       |
| 1994  | Le Cadeau du ciel                             | A Simple Twist of Fate                                     | Gillies MacKinnon    |
| 1994  | Ed Wood                                       |                                                            | Tim Burton           |
| 1995  | Duo mortel                                    | Bad Company                                                | Damian Harris        |
| 1995  | The Jerky Boys: The Movie                     | The Jerky Boys: The Movie                                  | James Melkonian      |
| 1995  | Two Much                                      |                                                            | Fernando Trueba      |
| 1995  | Jefferson à Paris                             | Jefferson in Paris                                         | James Ivory          |
| 1995  | De l'amour à la folie                         | Mad Love                                                   | Antonia Bird         |
| 1995  | Feast of July (en)                            |                                                            | Christopher Menaul   |
| 1995  | Le Père de la mariée 2                        | Father of the Bride Part II                                | Charles Shyer        |
| 1996  | Mr. Wrong                                     |                                                            | Nick Castle          |
| 1996  | Personnel et confidentiel                     | Up Close and Personal                                      | Jon Avnet            |
| 1996  | Un Indien dans la ville                       | Little Indian, Big City (titre américain du film français) | Hervé Palud          |
| 1996  | Dernière Danse                                | Last Dance                                                 | Bruce Beresford      |
| 1996  | Le Dortoir des garçons                        | Boys                                                       | Stacy Cochran (en)   |
| 1996  | Phénomène                                     | Phenomenon                                                 | Jon Turteltaub       |
| 1996  | Kazaam                                        |                                                            | Paul Michael Glaser  |
| 1996  | La Rançon                                     | Ransom                                                     | Ron Howard           |
| 1996  | The War at Home                               |                                                            | Emilio Estevez       |
| 1996  | La Femme du pasteur                           | The Preacher's Wife                                        | Penny Marshall       |
| 1997  | Le Flic de San Francisco                      | Metro                                                      | Thomas Carter        |
| 1997  | The Sixth Man (en)                            | The 6th Man                                                | Randall Miller       |
| 1997  | Romy et Michelle, 10 ans après                | Romy and Michele's High School Reunion                     | David Mirkin         |
| 1997  | Les Ailes de l'enfer                          | Con Air                                                    | Simon West           |
| 1997  | Volte-face                                    | Face/Off                                                   | John Woo             |
| 1997  | Rien à perdre                                 | Nothing to Lose                                            | Steve Oedekerk       |
| 1997  | Secrets                                       | A Thousand Acres                                           | Jocelyn Moorhouse    |
| 1997  | Le Damné                                      | Playing God                                                | Andrew Wilson        |
| 1997  | Starship Troopers                             | Starship Troopers                                          | Paul Verhoeven       |
| 1997  | Kundun                                        |                                                            | Martin Scorsese      |
| 1998  | Drôles de Papous                              | Krippendorf's Tribe                                        | Todd Holland         |
| 1998  | He Got Game                                   |                                                            | Spike Lee            |
| 1998  | The Wonderful Ice Cream Suit                  |                                                            | Stuart Gordon        |
| 1998  | L'Homme qui murmurait à l'oreille des chevaux | The Horse Whisperer                                        | Robert Redford       |
| 1998  | Piège à haut risque                           | The Patriot                                                | Dean Semler          |
| 1998  | 6 jours, 7 nuits                              | Six Days Seven Nights                                      | Ivan Reitman         |
| 1998  | Armageddon                                    |                                                            | Michael Bay          |
| 1998  | Le Prince de Sicile                           | Jane Austen's Mafia!                                       | Jim Abrahams         |
| 1998  | Snake Eyes                                    |                                                            | Brian De Palma       |
| 1998  | Mister G.                                     | Holy Man                                                   | Stephen Herek        |
| 1998  | Rushmore                                      |                                                            | Wes Anderson         |
| 1998  | Beloved                                       |                                                            | Jonathan Demme       |
| 1998  | Waterboy                                      | The Waterboy                                               | Frank Coraci         |
| 1998  | Ennemi d'État                                 | Enemy of the State                                         | Tony Scott           |
| 1998  | Préjudice                                     | A Civil Action                                             | Steven Zaillian      |
| 1999  | L'Autre Sœur                                  | The Other Sister                                           | Garry Marshall       |
| 1999  | Dix bonnes raisons de te larguer              | 10 Things I Hate About You                                 | Gil Junger           |
| 1999  | Instinct                                      | Instinct                                                   | Jon Turteltaub       |
| 1999  | Summer of Sam                                 | Summer of Sam                                              | Spike Lee            |
| 1999  | Just Married (ou presque)                     | Runaway Bride                                              | Garry Marshall       |
| 1999  | Le 13e Guerrier                               | The 13th Warrior                                           | John McTiernan       |
| 1999  | Mumford                                       |                                                            | Lawrence Kasdan      |
| 1999  | À tombeau ouvert                              | Bringing Out the Dead                                      | Martin Scorsese      |
| 1999  | Révélations                                   | The Insider                                                | Michael Mann         |
| 1999  | Deuce Bigalow : Gigolo à tout prix            | Deuce Bigalow: Male Gigolo                                 | Mike Mitchell        |
| 1999  | Broadway, 39e rue                             | Cradle Will Rock                                           | Tim Robbins          |
| 1999  | L'Homme bicentenaire                          | Bicentennial Man                                           | Chris Columbus       |
| 1999  | Les Adversaires                               | Play It to the Bone                                        | Ron Shelton          |

### Années 2000
| Année | Titre français                         | Titre original                       | Réalisateur                  |
| ----- | -------------------------------------- | ------------------------------------ | ---------------------------- |
| 2000  | Un couple presque parfait              | The Next Best Thing                  | John Schlesinger             |
| 2000  | Mission to Mars                        |                                      | Brian De Palma               |
| 2000  | High Fidelity                          |                                      | Stephen Frears               |
| 2000  | Au nom d'Anna                          | Keeping the Faith                    | Edward Norton                |
| 2000  | Shanghai Kid                           | Shanghai Noon                        | Tom Dey                      |
| 2000  | 60 secondes chrono                     | Gone in 60 Seconds                   | Dominic Sena                 |
| 2000  | Coyote Girls                           | Coyote Ugly                          | David McNally                |
| 2000  | The Crew                               |                                      | Michael Dinner               |
| 2000  | Incassable                             | Unbreakable                          | M. Night Shyamalan           |
| 2000  | O'Brother                              | O Brother, Where Art Thou?           | Joel Coen                    |
| 2001  | Un gentleman en cavale                 | Double Take                          | George Gallo                 |
| 2001  | Pearl Harbor                           |                                      | Michael Bay                  |
| 2001  | Sexy/Crazy                             | Crazy/Beautiful                      | John Stockwell               |
| 2001  | Bubble Boy                             |                                      | Blair Hayes                  |
| 2001  | New Port South                         |                                      | Kyle Cooper                  |
| 2001  | Corky Romano                           |                                      | Rob Pritts                   |
| 2001  | Rouge à lèvres et arme à feu           | High Heels and Low Lifes             | Mel Smith                    |
| 2001  | Snow, Sex and Sun                      | Out Cold                             | Brendan Malloy Emmett Malloy |
| 2001  | La Famille Tenenbaum                   | The Royal Tenenbaums                 | Wes Anderson                 |
| 2002  | La Vengeance de Monte Cristo           | The Count of Monte Cristo            | Kevin Reynolds               |
| 2002  | Sorority Boys                          |                                      | Wallace Wolodarsky           |
| 2002  | Big Trouble                            |                                      | Barry Sonnenfeld             |
| 2002  | Frank McKlusky, C.I.                   |                                      | Arlene Sanford               |
| 2002  | Ultimate X: The Movie                  |                                      | Bruce Hendricks              |
| 2002  | Bad Company                            |                                      | Joel Schumacher              |
| 2002  | Le Règne du feu                        | Reign of Fire                        | Rob Bowman                   |
| 2002  | Signes                                 | Signs                                | M. Night Shyamalan           |
| 2002  | Fashion victime                        | Sweet Home Alabama                   | Andy Tennant                 |
| 2002  | Moonlight Mile                         |                                      | Brad Silberling              |
| 2002  | Abandon                                |                                      | Stephen Gaghan               |
| 2002  | Une nana au poil                       | The Hot Chick                        | Tom Brady                    |
| 2003  | La 25e Heure                           | 25th Hour                            | Spike Lee                    |
| 2003  | La Recrue                              | The Recruit                          | Roger Donaldson              |
| 2003  | Shanghai Kid 2                         | Shanghai Knights                     | David Dobkin                 |
| 2003  | Bronx à Bel Air                        | Bringing Down the House              | Adam Shankman                |
| 2003  | Open Range                             |                                      | Kevin Costner                |
| 2003  | Calendar Girls                         |                                      | Nigel Cole                   |
| 2003  | Hope Springs                           |                                      | Mark Herman                  |
| 2003  | Bruce tout-puissant                    | Bruce Almighty                       | Tom Shadyac                  |
| 2003  | La Gorge du diable                     | Cold Creek Manor                     | Mike Figgis                  |
| 2003  | Sous le soleil de Toscane              | Under the Tuscan Sun                 | Audrey Wells                 |
| 2003  | Veronica Guerin                        |                                      | Joel Schumacher              |
| 2004  | Hidalgo                                |                                      | Joe Johnston                 |
| 2004  | Ladykillers                            | The Ladykillers                      | Joel et Ethan Coen           |
| 2004  | Alamo                                  | The Alamo                            | John Lee Hancock             |
| 2004  | Fashion Maman                          | Raising Helen                        | Garry Marshall               |
| 2004  | Le Roi Arthur                          | King Arthur                          | Antoine Fuqua                |
| 2004  | Le Village                             | The Village                          | M. Night Shyamalan           |
| 2004  | Mr. 3000                               |                                      | Charles Stone III (en)       |
| 2004  | The Last Shot                          |                                      | Jeff Nathanson               |
| 2004  | Piège de feu                           | Ladder 49                            | Jay Russell                  |
| 2004  | La Vie aquatique                       | The Life Aquatic with Steve Zissou   | Wes Anderson                 |
| 2005  | Sept Ans de séduction                  | A Lot Like Love                      | Nigel Cole                   |
| 2005  | H2G2 : Le Guide du voyageur galactique | The Hitchhiker's Guide to the Galaxy | Garth Jennings               |
| 2005  | Dark Water                             |                                      | Walter Salles                |
| 2005  | Flight Plan                            | Flightplan                           | Robert Schwentke             |
| 2005  | Shopgirl                               |                                      | Arland Tucker                |
| 2005  | Casanova                               |                                      | Lasse Hallström              |
| 2006  | Annapolis                              |                                      | Justin Lin                   |
| 2006  | Stick It                               |                                      | Jessica Bendinger            |
| 2006  | Goal! : Naissance d'un prodige         | Goal! The Dream Begins               | Danny Cannon                 |
| 2006  | Sexy Dance                             | Step Up                              | Anne Fletcher                |
| 2006  | Coast Guards                           | The Guardian                         | Andrew Davis                 |
| 2006  | Le Prestige                            | The Prestige                         | Christopher Nolan            |
| 2006  | Déjà vu                                | Deja Vu                              | Tony Scott                   |
| 2006  | Apocalypto                             |                                      | Mel Gibson                   |
| 2007  | Bande de sauvages                      | Wild Hogs                            | Walt Becker                  |
| 2007  | Coup de foudre à Rhode Island          | Dan in Real Life                     | Peter Hedges                 |
| 2008  | Sexy Dance 2                           | Step Up 2: The Streets               | Jon Chu                      |
| 2008  | Swing Vote : La Voix du cœur           | Swing Vote                           | Joshua Michael Stern         |
| 2008  | Miracle à Santa Anna                   | Miracle at St. Anna                  | Spike Lee                    |
| 2009  | Confessions d'une accro du shopping    | Confessions of a Shopaholic          | P.J. Hogan                   |
| 2009  | La Proposition                         | The Proposal                         | Anne Fletcher                |
| 2009  | Clones                                 | Surrogates                           | Jonathan Mostow              |

### Années 2010
| Année | Titre français               | Titre original                   | Réalisateur         |
| ----- | ---------------------------- | -------------------------------- | ------------------- |
| 2010  | C'était à Rome               | When in Rome                     | Mark Steven Johnson |
| 2010  | La Dernière Chanson          | The Last Song                    | Julie Anne Robinson |
| 2010  | Sexy Dance 3D                | Step Up 3D                       | Jon Chu             |
| 2010  | Encore toi !                 | You Again                        | Andy Fickman        |
| 2010  | La Tempête                   | The Tempest                      | Julie Taymor        |
| 2011  | Gnoméo et Juliette           | Gnomeo & Juliet                  | Kelly Asbury        |
| 2011  | Numéro Quatre                | I am Number Four                 | D. J. Caruso        |
| 2011  | La Couleur des sentiments    | The Help                         | Tate Taylor         |
| 2011  | Fright Night                 |                                  | Craig Gillespie     |
| 2011  | Real Steel                   |                                  | Shawn Levy          |
| 2011  | Cheval de guerre             | War Horse                        | Steven Spielberg    |
| 2012  | Mad Buddies                  |                                  | Gray Hofmeyr        |
| 2012  | Des gens comme nous          | People Like Us                   | Alex Kurtzman       |
| 2012  | Lincoln                      |                                  | Steven Spielberg    |
| 2013  | Le Cinquième Pouvoir         | The Fifth Estate                 | Bill Condon         |
| 2013  | Delivery Man                 |                                  | Ken Scott           |
| 2014  | Le vent se lève              | The Wind Rises (titre américain) | Hayao Miyazaki      |
| 2014  | Need for Speed               |                                  | Scott Waugh         |
| 2014  | Les Recettes du bonheur      | The Hundred-Foot Journey         | Lasse Hallström     |
| 2015  | Strange Magic                |                                  | Gary Rydstrom       |
| 2015  | Schucks! Pay Back the Money! | Schucks! Pay Back the Money!     | Gray Hofmeyr        |
| 2015  | Le Pont des espions          | Bridge of Spies                  | Steven Spielberg    |
| 2016  | Une vie entre deux océans    | The Light Between Oceans         | Derek Cianfrance    |